# 울라불라 블루짱
울라불라블루짱은 한국방송제작단에서 제작하여 KBS 2TV에서 방영한 어린이 드라마이다. 제작진은 요정 컴미 제작진이랑 동일하다. 요정 컴미 제작진이랑 동일한 부분이 많다. 바보 2인조, 악역이 선역에게 감화되는 내용 평범한 집에 사는 비범한 여주 등 많은 내용이 요정 컴미 랑 겹친다.

## 등장 인물

### 다지네 가족
- 노다지(블루스톤 공주) - 고아성

블루스톤의 공주, 블랙들의 공격에 잘 대처하여 친어머니인 블루스톤의 여왕도 만나며 즐겁고 유쾌한 시간들을 보내다가 후반부 블랙스톤이 멸망된 후에 우주선과 함께 동거하여 사랑을 키운다. 자신의 미래의 모습은 블루스톤의 여왕.
- 노미남(다지 동생) - 장경준

블루스톤의 공주인 자신의 누나 정체를 유일하게 아는 인간, 은근히 누나를 많이 놀리지만 누나 없이는 살 수 없는 착한 남동생, 자신을 친동생처럼 아껴주는 후반부에 다지네 집에 들어와서 살게 된 우주선과 자신의 누나가 속으로는 잘 되길 빈다.
- 노진식(다지의 양부) - 윤철형 (중도하차)

동물병원을 운영하고 있다가 여러 가지 사건 사고들을 많이 겪었다. UFO에 납치도 직접 당해보고 그야말로 서스팬스한 인생을 살다가 다지의 친엄마가 온 뒤로 선배가 살고있는 뉴질랜드로 떠나게 된다.
- 박영희(다지의 양모) - 박미선 (중도하차)

다지를 끔찍하게 아끼는 다지의 어머니인데 다지 친어머니가 오고 난 후에 역시 시누이랑 남편과 함께 뉴질랜드로 떠난다.
- 노지나(다지 고모) - 윤미지 (중도하차)

발레리나 선생님이자 여기저기서 러브콜이 들어오고 있는 매력 만점인 인기녀 다지의 친어머니가 오고 난 후에 역시 오빠와 올케랑 함께 뉴질랜드로 떠난다.
- 안숙녀 역(다지 친할머니) - 전원주

중반에 등장. 유쾌하고 재미있는 할머니. 외국 생활을 접고 아들 노진식에 집에 들어와서 살게 되며 후반에 투입된 다지 친엄마 찬드라를 며느리로 받아들인다.
- 블루스톤 여왕(찬드라)(다지의 친 엄마) - 유경아

후반에 등장. 다지의 친엄마. 다지와 미남이 위기에 빠질때 도와준다. 노진식이 호주로 떠나자 노진식에 집에서 동거하게 된다. 다지 미남의 친할머니를 어머니로 생각하며 모시게되고 미남이를 아들로 생각하고 있고 블랙스톤의 왕자인 우주선을 받아들여 서로 우애깊게 살아가고 있다.

### 수정이네 가족
- 윤수정 역 - 모수연

공주병 말기 환자, 이기주의 성격이 강한 자기애 중심적인 인물이자 남을 위한건 끔찍하게도 싫어한다. 그러나 강철이로 인해 조금씩 그 허물을 무너뜨리고 있다.
- 조경자 역(수정 엄마) - 故 한경선

역시 공주병 말기 환자, 이 단점을 수정이가 유전자를 통해서 물려받았다. 그래서 그런지 입이 가벼워서 남한테 상처주는 일을 많이 저지르며 부부싸움의 원인 제공을 하게 된다.
- 윤상식 역(수정 아빠) - 안정훈

그나마 집에서 가장 정상적인 인물, 수정엄마의 행동을 많이 지적하며 올바르게 살아가고자 노력을 많이 한다. 요즘 이 시대의 아버지 상이다. 그러나 가끔식 알 수 없는 매력으로 외계인이 있다는 둥 어쩐다는 둥 이러쿵 저러쿵 일들을 많이 저지르고 다녀서 수정엄마가 골치를 많이 썩힌다. 그래서 그런지 엉뚱한 면이 또 다른 매력이다.
- 조경순(수정 이모) - 손화령 (중도하차)

우주선의 가짜 삼촌인 우주인을 좋아하다가 실패하고 시골로 내려갔다.

### 블랙스톤
- 은원재 - 우주선 역(블랙스톤 왕자) - 초반부에는 엄청나게 사악한 그야말로 악마였지만 사이보그가 죽고 난 후(사실 죽였다)에도 여전히 그 사악성을 못 잊고 헬메신저를 불러 다지를 위기로 몰고 가게 하지만 후반부에는 개과천선하여 블루스톤의 여왕의 사랑과 친구의 우정을 돈둑하게 여긴 블루스톤 공주 노다지가 구해줘서 그녀들을 위해서 자신의 힘 닿는데까지 열심히 도와주면서 블루스톤 공주와 사랑에 빠진다. 미래의 자신의 모습은 블루스톤 총사령관.
- 권용운 - 우거진 역(블랙1호, 가짜 주선 아빠) - 쫄병버그. 가짜 복제왕자에게 충성심이 강한 나머지 진짜 왕자한테 제거당한다.
- 고명환 - 우주인 역(블랙2호, 가짜 주선 삼촌) - 대장버그. 가짜 복제왕자에게 충성심이 강한 나머지 진짜 왕자에게 제거당한다.
- 김소윤 - 블랙 제로 역, 써니 역(블루스톤 여왕과 적대관계서 다시 원래대로 돌아옴) - 후반투입, 블루스톤에서 다시 기회를 줘서 나중에 미래의 블루스톤의 맑은 청정한 써니로 다시 바뀐다.
- 맹봉학 - 킹 블랙스톤 역 - 우주선의 아버지
- 이원용 - 아골타 역(가짜 시절에는 우주감옥에 갇혀 있다 돌아옴) - 후반투입, 최종보스. 다지의 블루스톤에 욕심이 생겨서 그 헬레토늄 칩이 산소와 만나면 폭발한다는 사실을 모르고 헬레토늄 칩을 개폐하다가 폭발로 사망한다.

### 학교친구들/선생님
- 이문수 - 신우보 역
- 윤두관 - 구강철 역
- 엄경천 - 이대성 역(다지의 담임교사) - 중도하차
- 이기준 - 김정식 역(다지의 후임 담임교사) - 중반투입

### 특별출연
- 곽정욱 - 시온 역